# Heinrich Irmisch
Heinrich Irmisch (* 17. Dezember 1956) ist ein ehemaliger deutscher Fußballspieler und derzeit als Trainer tätig.

## Laufbahn
Irmisch spielte lange Zeit beim FSV Salmrohr. Mit der Mannschaft gelang ihm 1985 die Meisterschaft und 1986 die Vizemeisterschaft in der Oberliga Südwest, die zur Teilnahme an den Aufstiegsspielen zur 2. Bundesliga berechtigte, da Meister Wormatia Worms wegen eines Verstoßes gegen die DFB-Regularien nicht teilnehmen durfte. Als Gruppenerster schaffte der FSV Salmrohr den Aufstieg, Irmisch absolvierte in der Saison 1986/87 18 Spiele für den FSV Salmrohr in der 2. Bundesliga.
Im Sommer 2006 wurde Irmisch von seinem alten Verein als Mitglied des Trainerstabes verpflichtet. Im Sommer 2010 übernahm er die A-Jugend und schaffte prompt den Aufstieg in die Regionalliga.

## Erfolge
- 1985 Meister der Oberliga Südwest
- 1986 Vizemeister und Aufstieg in die 2. Bundesliga
- 1989 Rheinlandpokalsieger
- 1990 Vizemeister und Deutscher Fußball-Amateurmeister
- 1992 Rheinlandpokalsieger
- 1992 Meister Amateur-Oberliga Südwest